# Kreivės
Вильнюсский Квир-Фестиваль Kreivės — культурная и социальная инициатива, которая началась в 2014 году. Это не первый и не единственный квир-фестиваль в Литве.
Термин «Kreivės» с литовского языка означает «Кривые».
Фестиваль открыт для художественных, документальных и короткометражных фильмов, посвященных тематике «Лесбиянки», «Геи», «Бисексуалы», «Транссексуалы», «Квир», «Интерсекс» и другие. Сотрудничая с другими квир-инициативами, фестиваль стремится быть уникальным пространством для фильмов, событий и общественной активности. Рабочие языки фестиваля — литовский и английский. Работы, принятые на экран фестиваля, классифицируются в конкурсных и внеконкурсных категориях по собственному усмотрению команды Kreivės. Фестиваль оставляет за собой право определить окончательное соответствие любой представленной работы.
Фестиваль проходит в маленьком кинотеатре Вильнюса и в разных местах города, мероприятия Kreivės привлекают ежегодно по несколько тысяч посетителей. Вход на фестивальные фильмы и события происходит на основе пожертвований.
Фестиваль организован некоммерческой организацией In Corpore в сотрудничестве с другими организациями и отдельными активистами и художниками.
Официальный веб-сайт: http://festivaliskreives.lt/
Победители и отмеченные ленты в 2017 году:
Лучший короткометражный фильм: Beautiful figure (Szép alak). Реальный рассказ о неисчерпаемом желании и восхищении, где четко выражены и прекрасно драматизированны чувства.
Специальная награда жюри: Mr. Sugar daddy. Перформанс Бенгта К. В. Карлсона, который сыграл жизненно изящный и сложный путь к некоторым существенным вопросам о сексе, любви и старении.
Выбор зрителей: Cas. В комедийной драме «Кас», постоянные семилетние отношения двух мужчин ставятся под вопрос после того, как они позволяют молодому студенту Касу спать на своём диване, пока он не найдет своё место.